# André Pierdel
André Pierdel, de son vrai nom André Delepierre, est un technicien des effets spéciaux, acteur et prestidigitateur français, né le 21 janvier 1923 et mort le 23 janvier 2011. Après des débuts au music-hall en tant que prestidigitateur, il se spécialise dans la création d'effets spéciaux et entre 1947 et 1983 participe à plus de 178 films et courts métrages.

## Biographie
Dès l'âge de huit ans, André Delepierre s'intéresse à la prestidigitation après avoir assisté à la représentation d'un illusionniste au musée Grévin de Paris. De ce professionnel, il apprend les rudiments du métier et monte pour la première fois sur scène à onze ans. Quelques années plus tard il débute au music-hall où il croise des artistes réputés comme Fréhel, Maurice Chevalier ou Édith Piaf. Il assiste aussi aux premiers pas de Georges Guétary au Concert Pacra à Paris et à ceux de Bourvil en comique troupier à l'Alhambra d'Asnières. À cette époque, parce qu'il présente un numéro où il utilise des cubes qui ont l'aspect de grands dés à jouer, on le surnomme le « magicien cubiste ».
Durant la Seconde Guerre mondiale, il se retire à Sainte-Sévère-sur-Indre dans le département de l'Indre et fait la connaissance de Jacques Tati alors occupé à l'écriture de L'École des facteurs. Cette rencontre sera déterminante car sur le tournage de Jour de fête, son premier long métrage, Jacques Tati le sollicite comme accessoiriste et pour différents rôles de figuration. À cette occasion il effectue un premier effet visuel qui donne l'impression que la bicyclette du facteur continue sa tournée de façon autonome sans avoir besoin de conducteur. 
Il est demandé par la plupart des réalisateurs à succès au cours de ses trente-sept années d'activité. Ainsi Henri Verneuil, Robert Enrico, Philippe de Broca ou Orson Welles utilisent son savoir-faire ; et il côtoie nombre d'acteurs célèbres comme Jean Gabin, Alain Delon, Jean-Paul Belmondo, Mireille Darc, Annie Girardot ou Jeanne Moreau.
En 1990, il est contacté par un groupe de chercheurs composé de sociologues, d'enquêteurs-ufologues du VECA (Voyage d'étude des cercles anglais) qui s'intéressent aux crop circles (cercles de culture ou agroglyphes), figures géométriques apparaissant dans des champs de céréales depuis 1980 et aux origines controversées. Souhaitant vérifier la faisabilité de ces cercles de culture par une personne qui serait adroite et facétieuse, ils proposent à Pierdel d'exécuter une figure dans un champ de blé beauceron. Le spécialiste des trucages accepte de relever le défi en fonction du cahier des charges qui lui est remis. En juin 1990, à Verdes (Loir-et-Cher), Pierdel et deux aides (dont le propriétaire du champ) confectionnent une figure (parmi les plus complexes recensées à l'époque) appelée « quintuplet », de 70 m d'envergure, composée d'un cercle central de 40 m de diamètre, de deux anneaux concentriques et de quatre satellites. Il s'acquitte de sa tâche en deux heures pile, en respectant scrupuleusement le cahier des charges. Sa prestation sera dévoilée au public en novembre 1990, dans un dossier de la revue Science & Vie (n° 878) consacré aux cercles de culture et aux conclusions de l'équipe VECA90, signé de Thierry Pinvidic et intitulé « L'histoire folle des ronds dans le blé ».
Il reçoit le 13 novembre 2009 la médaille Robert-Houdin au Cercle des magiciens blésois. Il était le doyen de la Fédération française des artistes prestidigitateurs ayant pris la carte d’adhérent no 36 en 1934.

## Filmographie
- 1949 : Jour de fête de Jacques Tati
- 1949 : Premières armes de René Wheeler
- 1949 : Histoires extraordinaires de Jean Faurez
- 1950 : Topaze de Marcel Pagnol
- 1953 : Les Vacances de monsieur Hulot de Jacques Tati
- 1954 : Passion de femmes de Hans Herwig
- 1956 : Miss Catastrophe de Dimitri Kirsanoff
- 1956 : Place du Tertre
- 1957 : Vacances explosives, l'aventure est sur la route de Christian Stengel
- 1957 : L'École des cocottes de Jacqueline Audry
- 1957 : L'Or de Samory (inédit) de Jean Alden-Delos
- 1958 : Le Bourgeois gentilhomme de Jean Meyer
- 1958 : Une balle dans le canon de Charles Gérard et Michel Deville
- 1960 : L'Ennemi dans l'ombre de Charles Gérard
- 1961 : La Récréation de Fabien Collin et François Moreuil
- 1961 : Le Grand Secret de Gérald Calderon
- 1961 : Par-dessus le mur de Jean-Paul Le Chanois
- 1961 : En pleine bagarre de Giorgio Bianchi
- 1962 : Les Amants de Teruel de Raymond Rouleau
- 1962 : La Gamberge de Norbert Carbonnaux
- 1962 : La Loi des hommes de Charles Gérard
- 1962 : Mandrin, bandit gentilhomme de Jean-Paul Le Chanois
- 1962 : Le Procès d'Orson Welles
- 1962 : Le Jour le plus long de Darryl Zanuck
- 1963 : L'Honorable Stanislas, agent secret de Jean-Charles Dudrumet
- 1963 : La Foire aux cancres de Louis Daquin
- 1964 : Monsieur de Jean-Paul Le Chanois
- 1964 : La Chasse à l'homme d'Édouard Molinaro
- 1964 : Le Train de John Frankenheimer
- 1964 : Jaloux comme un tigre de Darry Cowl et Maurice Delbez
- 1966 : Le Jardinier d'Argenteuil de Jean-Paul Le Chanois
- 1966 : Les Atomistes de Claude Barrois
- 1967 : Playtime de Jacques Tati
- 1967 : Le Mois le plus beau de Guy Blanc
- 1967 : Les Cracks d'Alex Joffé
- 1967 : The Sergeant de John Flynn
- 1968 : Adolphe ou l'Âge tendre de Bernard Toublanc-Michel
- 1968 : La Grande Lessive (!) de Jean-Pierre Mocky
- 1968 : Béru et ces dames de Guy Lefranc
- 1968 : Darling Lili de Blake Edwards
- 1968 : L'Escalier de Stanley Donen
- 1969 : Borsalino de Jacques Deray
- 1970 : Sortie de secours de Roger Kahane
- 1970 : Le Voyou de Claude Lelouch
- 1970 : Madly de Roger Kahane
- 1971 : Biribi de Daniel Moosmann
- 1971 : Pouce de Pierre Badel
- 1971 : Papa, les petits bateaux de Nelly Kaplan
- 1972 : Un flic de Jean-Pierre Melville
- 1972 : Simple question de temps
- 1972 : Les Caïds de Robert Enrico
- 1972 : Décembre de Mohammed Lakhdar-Hamina
- 1972 : L'Emmerdeur d'Édouard Molinaro
- 1972 : Tout le monde il est beau, tout le monde il est gentil de Jean Yanne
- 1973 : Les Hommes de Daniel Vigne
- 1973 : Traitement de choc d'Alain Jessua
- 1973 : L'Affaire Crazy Capo de Patrick Jamain
- 1973 : Le Magnifique de Philippe de Broca
- 1974 : Chronique des années de braise de Mohammed Lakhdar-Hamina
- 1974 : Le Bougnoul de Daniel Moosmann
- 1974 : Peur sur la ville de Henri Verneuil
- 1975 : Le Faux-cul de Roger Hanin
- 1975 : L'Alpagueur de Philippe Labro
- 1977 : Le gang de Jacques Deray
- 1977 : Le Point de mire de Jean-Claude Tramont
- 1977 : L'Ordre et la sécurité du monde de Claude d'Anna
- 1978 : La Carapate de Gérard Oury
- 1978 : Lady Oscar de Jacques Demy
- 1979 : French Postcards de Willard Huyck
- 1979 : Chère inconnue de Moshe Mizrahi
- 1980 : Le Bar du téléphone de Claude Barrois
- 1980 : Le Roi des cons de Claude Confortes
- 1981 : Le Bourgeois gentilhomme de Roger Coggio
- 1982 : Tête à claques de Francis Perrin
- 1982 : Tir groupé de Jean-Claude Missiaen
- 1982 : Le père Noël est une ordure de Jean-Marie Poiré
- 1982 : Le Prix du danger d'Yves Boisset
- 1982 : Le Choc de Robin Davis
- 1983 : Canicule d'Yves Boisset
- 1984 : Les Cavaliers de l'orage de Gérard Vergez

## Télévision
- 1963 : 11 novembre de Pierre Granier-Deferre
- 1963 : Fillette de Pierre Granier-Deferre
- 1963 : Amour de guerre
- 1966 : Le Trompette de la Bérésina de Claude-Jean Bonnardot
- 1969 : Renaud et Armide
- 1969 : Capitaine Coignet de Claude-Jean Bonnardot
- 1973 : Les Faucheurs de marguerites de Marcel Camus
- 1979 : La Loupe du diable de Jean Badel
- 1979 : La Morte amoureuse de Peter Kassovitz
- 1979 : La Possédée
- 1980 : Tarendol de Louis Grospierre

## Récompenses
- 2009 : médaille Robert-Houdin pour l’ensemble de sa carrière[5]

### Vidéographie
- Pierdel, un film-documentaire de Nathalie Marcault (2012, 51 minutes)